# 標準語 (大韓民国)
大韓民国における標準語（ひょうじゅんご、韓: 표준어 (標準語)、朝: 남조선말 (南朝鮮語)、South Korean standard language）は、「教養ある人々があまねく使う現代ソウル語で定める」言葉である。国立国語院が管理している。現行の規定は1988年1月9日文教部告示第88-2号で告示された。